# Tusentrappene

Tusentrappene

Die Tusentrappene (deutsch Treppe der 1000 Stufen) ist eine Treppenanlage in der norwegischen Stadt Ålesund. 
Sie befindet sich in der Innenstadt von Ålesund auf der Insel Nørvøy und führt vom westlichen Ende der Lihauggata zwischen den Häusern Kongens gate 6 und 8 hinab zur Kongens gate.
Obwohl die Treppe dem Namen nach 1000 Stufen hat, besteht sie tatsächlich nur aus 53 Stufen. Der Name dürfte als Spottname für die Vorgängeranlage entstanden sein, die sich steil in einem Stück wohl mit 39 Stufen die Anhöhe hochzog. Die heutige Treppe wurde in der zweiten Hälfte der 1930er Jahre gebaut. Sie führt in mehreren Abschnitten gedreht die Anhöhe hinauf.
Anfang 2009 wählte der norwegische Rundfunk NRK die Tusentrappene zum Denkmal des Monats. Eine förmliche Eintragung als Denkmal besteht jedoch nicht.